# 沼泽

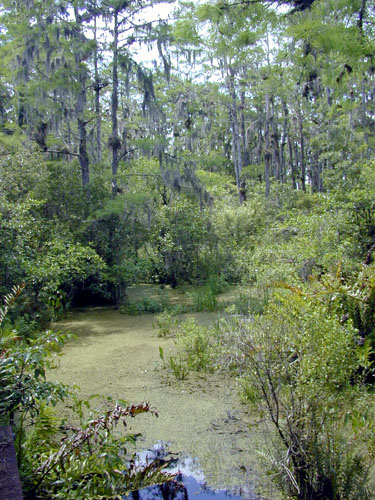
佛羅里達州的沼澤

沼泽是土壤经常为水饱和，地表长期或暂时积水，生长湿生和沼生植物，有泥炭累积或虽无泥炭累积但有潜育层存在的地段。沼泽是湿地次级分类单位，但有其独特的特征。
沼泽须具有三个相互制约的特征：
1. 地表要有薄层积水或经常过湿；
2. 土层有泥炭的形成；
3. 地表上要生长湿生植物或沼泽植物。

沼泽处于植物生态演替过程中间，是从水体向陆地进化的中间阶段，当温度合适，植物大量生长，但分解速度不快时就促使沼泽发育，植物遗骸不断堆积，形成泥炭，最终沼泽退化，变成草原。

## 類型
根據泥炭是否形成可分為：
- 潜育沼澤
- 泥炭沼澤

根據沼澤發育階段可分為：
低位沼泽或富营养沼泽
地表水和地下水供给充分，泥炭灰分含量超过18%，植物需要的养分充分，莎草科植物占优势。
高位沼泽或贫营养沼泽
泥炭层发育隆起，地下水无法供给，只依靠降水，植物需要的营养贫乏，泥炭灰分含量低于4%，以泥炭藓等贫营养植物为主.
中位沼泽或中营养沼泽
介于两者之间，根据植被类型，沼泽可分为：
- 藓類沼澤
- 草本沼澤
- 木本沼澤

## 英文名称
在英文中，peatland、mire、bog、fen、muskeg、marsh、swamp、pocosin、everglade 都可以指“沼泽”，但各有侧重。 peatland 、mire指泥炭沼，bog指酸性泥炭沼泽即酸沼，fen指矿质泥炭沼泽即碱沼，muskeg指苔沼，marsh指草本沼泽即草沼，swamp指木本沼泽即树沼，pocosin指淺灘沼澤地即灌木澤，everglade指丘陵沼澤。

## 生态
泥炭能保持大量的水分，常含有89％～94％的水。世界沼泽水储量约11470立方公里，占世界淡水储量少之又少。
当某种原因引起沼泽地下水位上升，沼泽水扩大，可向湖泊发育；当地下水位下降时，沼泽水可转化为地下水，沼泽变干可向草甸和森林演化。
沼泽土壤含有大量有机物残体，在多水嫌气环境中不易分解。无泥炭的沼泽土含量为10～20％。
沼生植物丛生，是水生、陆生植物间的过渡植物，通气组织较发达、根系浅，多以不定根方式繁殖，一些以芽蘖方式密丛生长。高位沼泽植物具旱生形态，像革质叶具有深陷的气孔、绒毛等。

## 图片

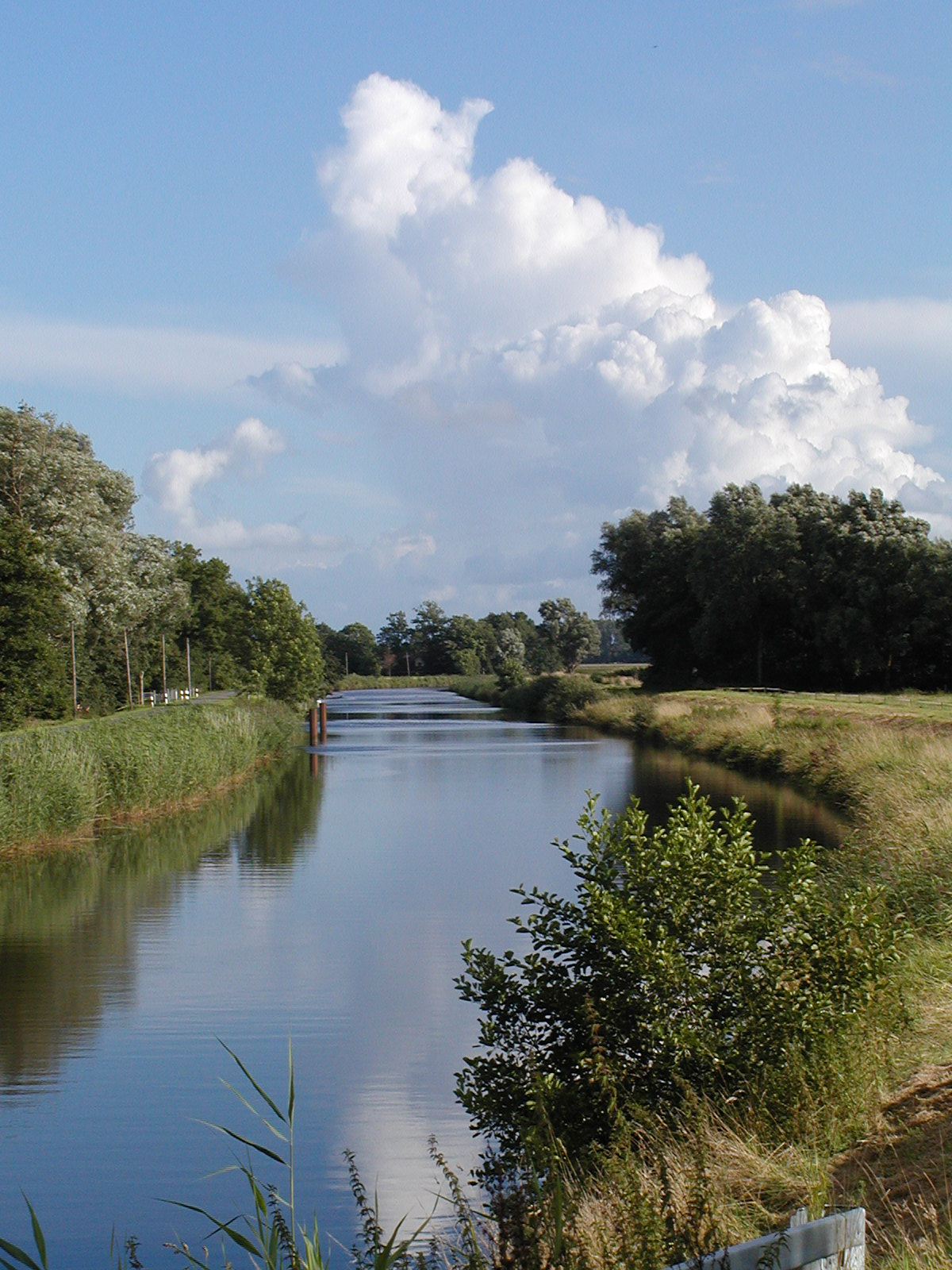
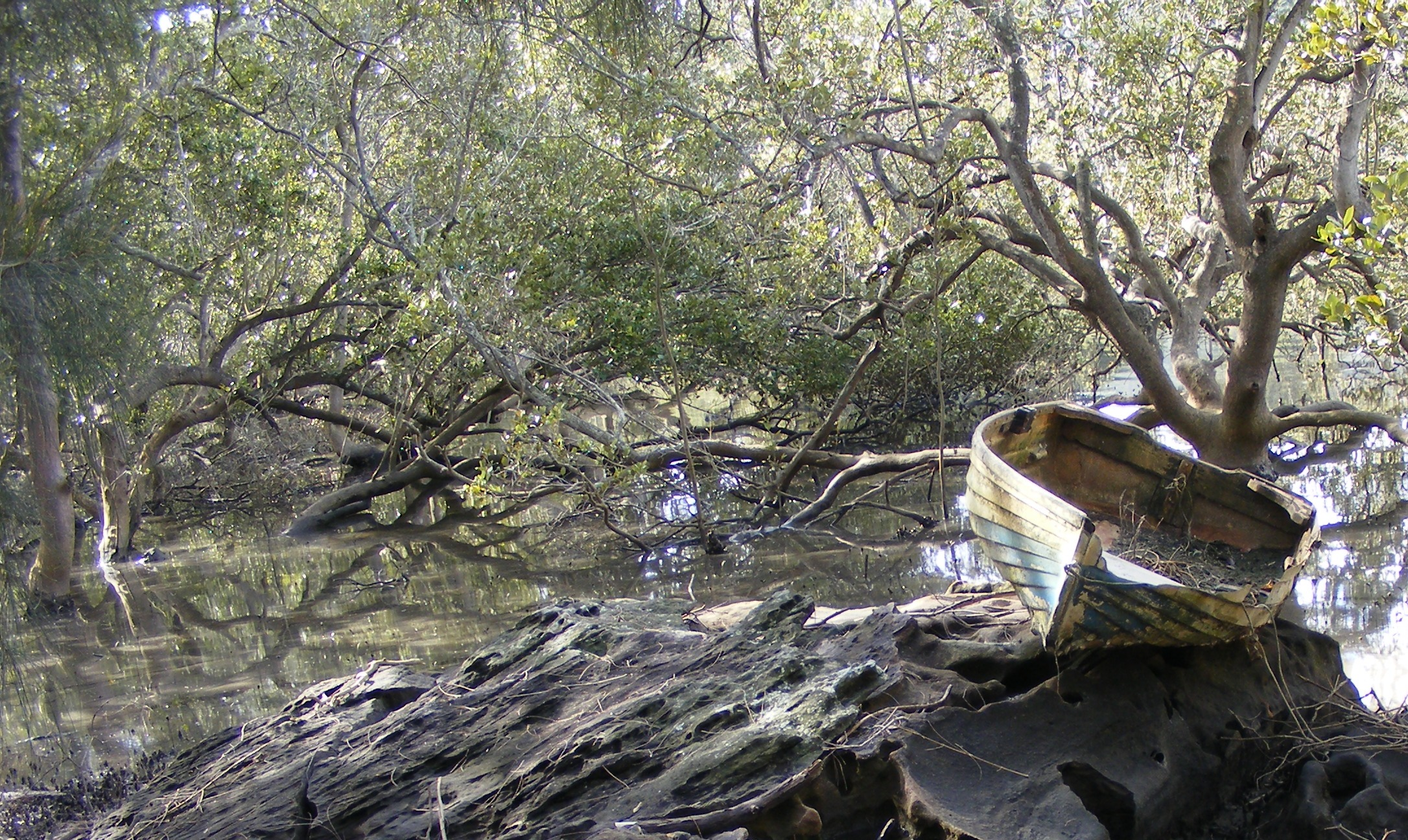
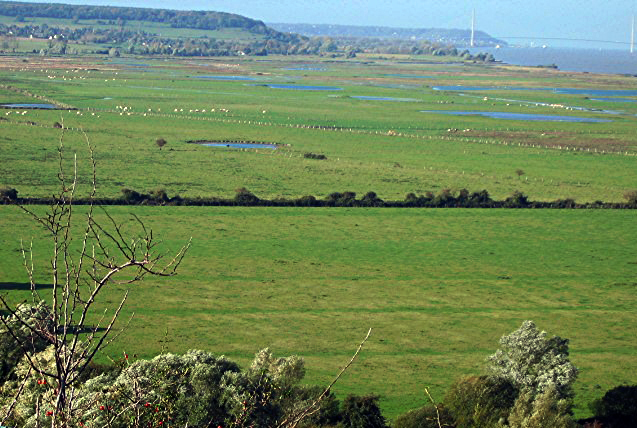
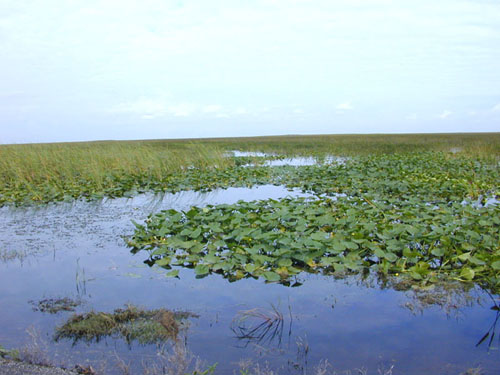
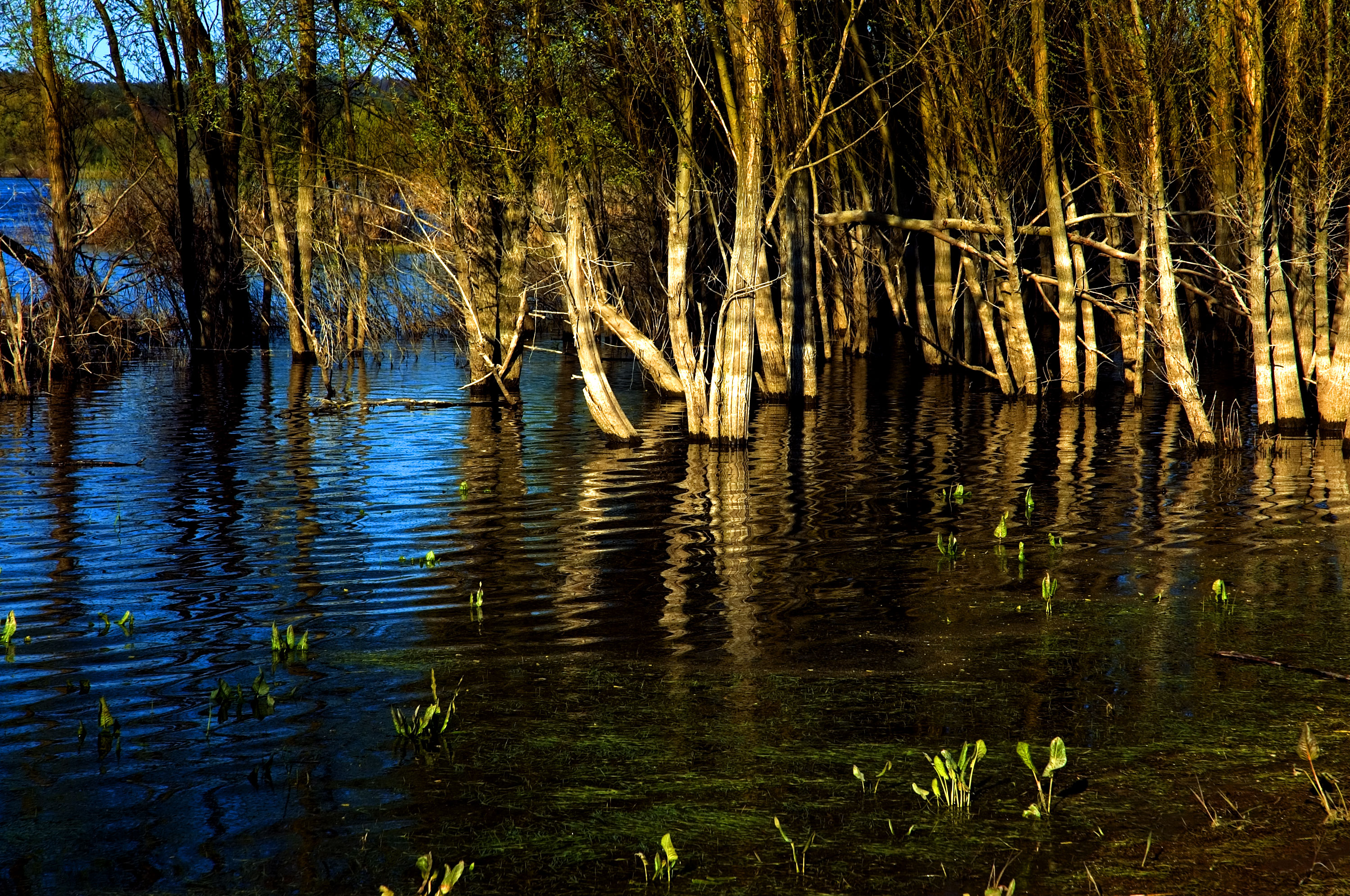
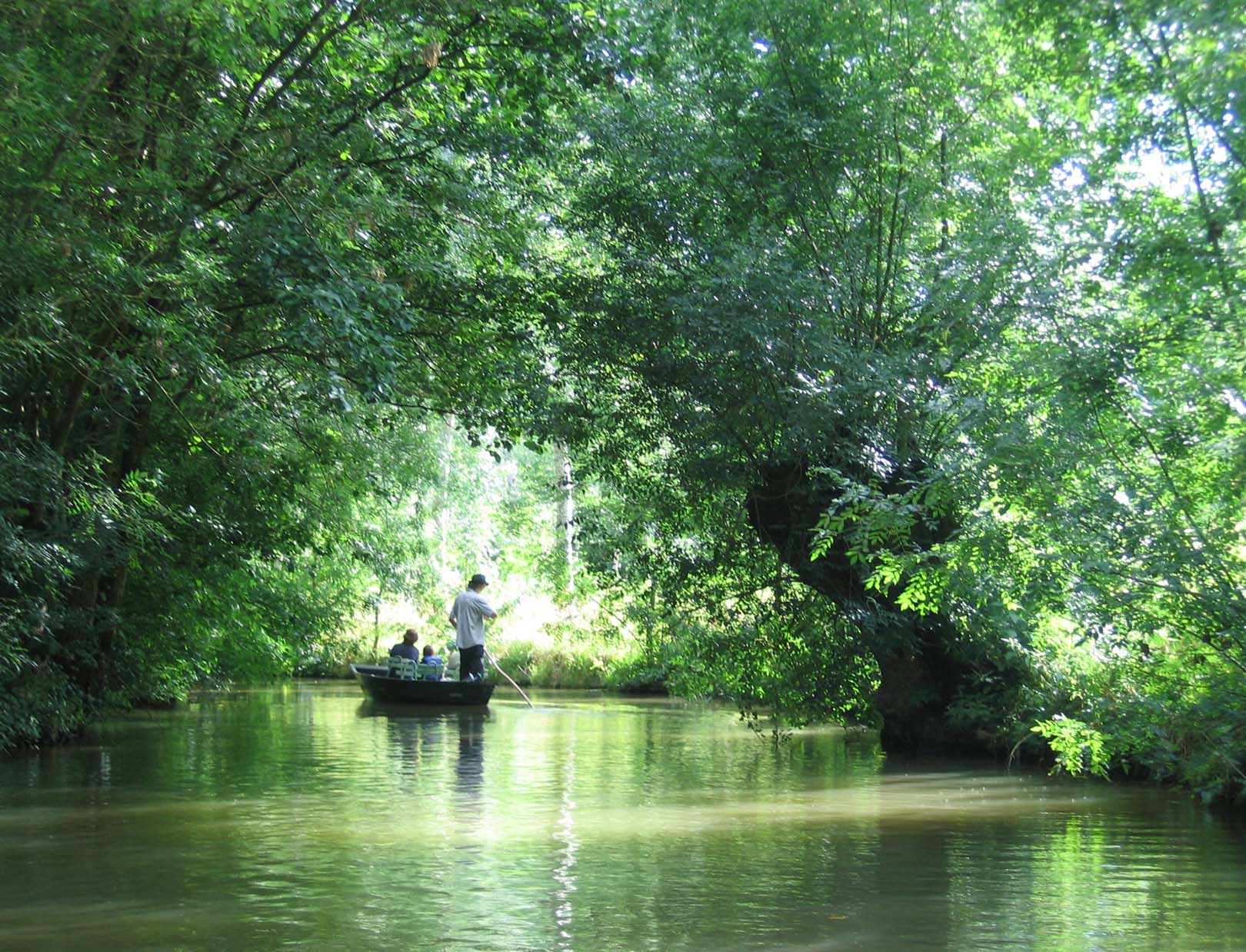
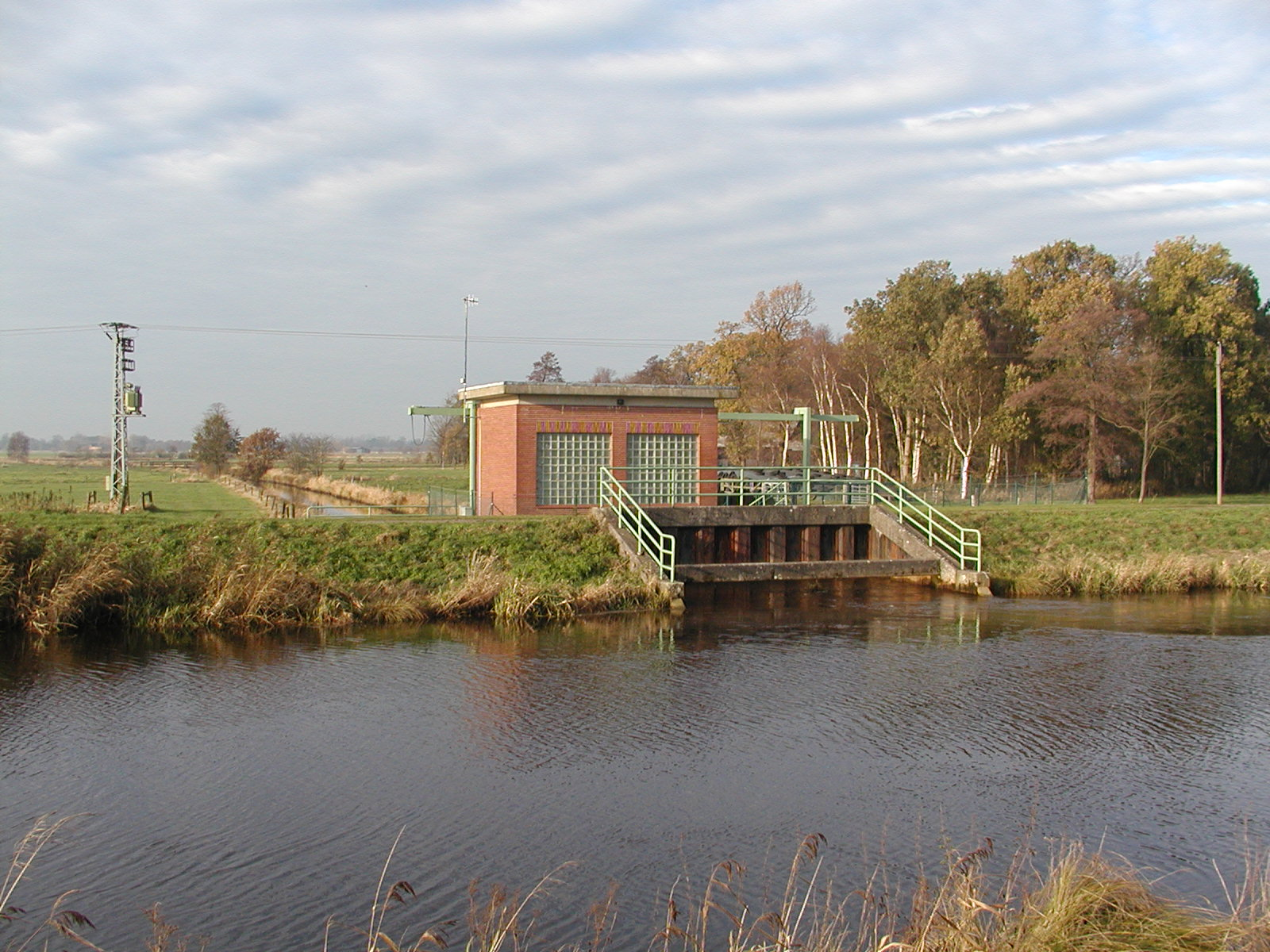
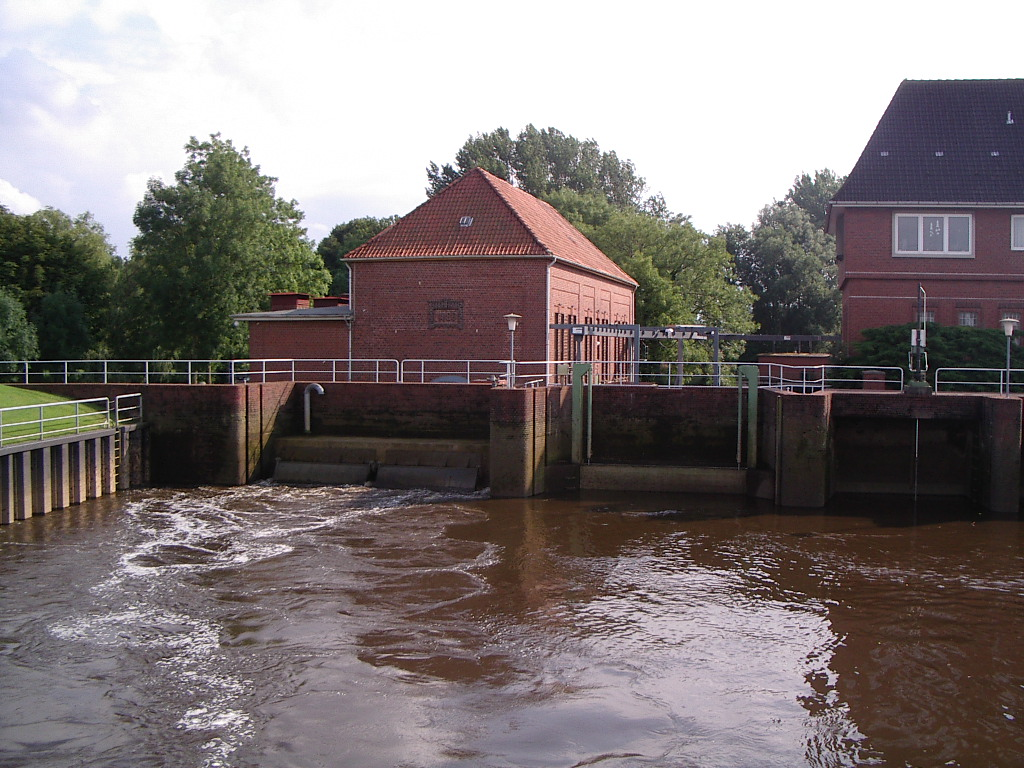